# Внешняя политика Мексики
Внешняя политика Мексики — общий курс Мексики в международных делах. Внешняя политика регулирует отношения Мексики с другими государствами. 

## Институциональная база
Ведущую роль в определении внешнеполитического курса государства играет президент Мексики. Согласно Конституции, он является главой исполнительной власти в стране. В полномочия президента входит управление внешней политикой на основе принципов международного права. Он может подписывать международные договоры, а также денонсировать, приостанавливать, вносить поправки и отменять их после одобрения Сенатом республики. Кроме того, глава исполнительной власти представляет ежегодный отчёт об итогах внешнеполитической деятельности, назначает и смещает послов и консулов, а также объявляет войну от имени Мексиканских Соединённых Штатов после принятия соответствующего закона Сенатом. Озвучивая присягу перед Генеральным конгрессом или Постоянной комиссией при вступлении в должность, президент обязуется исполнять законы государства и отстаивать национальные интересы. В случае нарушения присяги он обязан предстать перед судом. 
Деятельность президента Мексики контролирует Конгресс — высший законодательный орган государства, который состоит из Палаты депутатов и Сената. Во внешнеполитической деятельности они обладают разными полномочиями. Сенат анализирует внешнюю политику на основе отчётов президента. Там же проходят апробацию все договоры, принимаемые на высшем уровне. Сенат дает разрешение на использование национальных контингентов армии за пределами государства, проход иностранных войск через территорию страны и допуск иностранных военных судов в водное пространство Мексики на срок не более месяца. Также он дает согласие президенту на использование Национальной Гвардии за пределами субъектов федерации. Палата депутатов принимает «Национальный план развития», выдвигаемый главой исполнительной власти.
За реализацию внешней политики ответственно министерство иностранных дел Мексики. Это ведомство обеспечивает согласование действий подразделений и структур федеральной власти по внешнеполитическим вопросам. Министерство управляет дипломатической службой и обеспечивает защиту интересов мексиканцев за границей. Также оно участвует в деятельности различных комиссий, конференций, совещаний и международных организаций, членом которых является государство. Непосредственно министр иностранных дел Мексики реализует внешнеполитическую деятельность страны в соответствии с Конституцией и рекомендациями президента. Он обязан информировать президента о результатах своей работы, а также предлагать стратегию действий на международной арене. Министру подчиняются подразделения этого государственного органа, которые отвечают за разные направления внешней политики государства. Эти департаменты регулярно уведомляют главу ведомства о результатах своей работы, контролируют строгое соблюдение правовых норм и административных положений по всем вопросам своей компетенции и оформляют связанные с этим документы. Любое подразделение может в пределах своей компетенции вносить предложения министру по открытию, закрытию или пересмотру статуса дипломатических представительств и консульств Мексики за рубежом. Хотя министерство иностранных дел обладает широкими полномочиями по организации внешней политики Мексики, другие министерства и общественные организации страны также могут осуществлять деятельность на международном уровне. Как правило, они не координируют свои действия с министерством иностранных дел. 

## Основные принципы

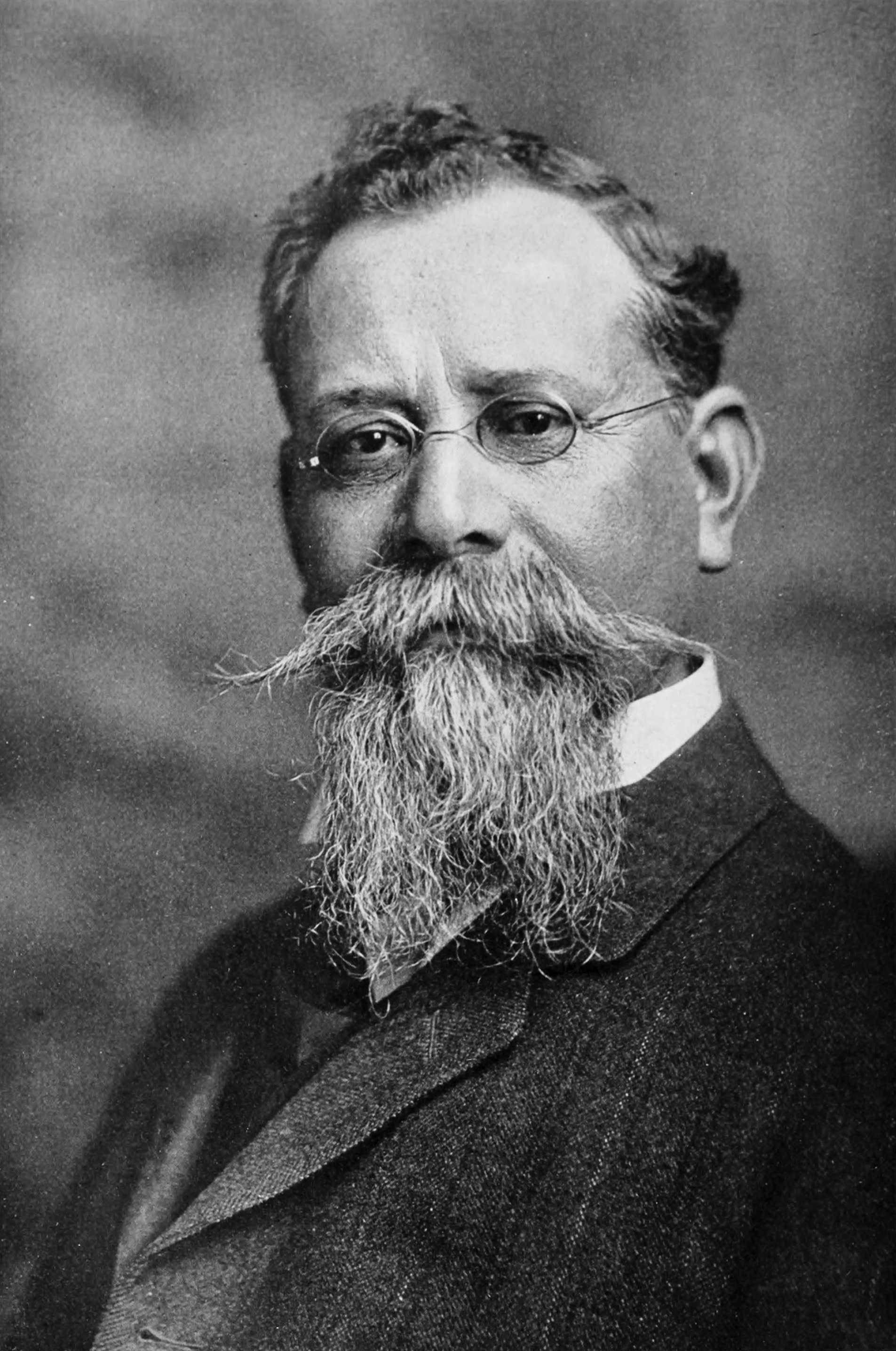
Президент Мексики В. Карранса (1917—1920)

Необходимость постоянного лавирования на международной арене привела к тому, что в разные периоды Мексиканские Соединенные Штаты вела двойственную политику. В одних случаях политика Мексики подчинялась принципам международного права. В других — они игнорировались, и правительство действовало прагматично, ставя на первое место конкретные интересы государства. Некоторые мексиканские специалисты характеризуют такую модель поведения понятием «принципиальный прагматизм». 
Впервые основополагающие принципы внешней политики Мексики были озвучены президентом Венустиано Каррансой в 1918 году. В послании мексиканскому Конгрессу он изложил свое видение внешней политики, которой должны придерживаться Мексиканские Соединенные Штаты. Озвученные им положения составили основу доктрины, названной в его честь. 

I. Все государства равны перед законом. Они должны добросовестно уважать институты, законы и суверенитет друг друга, руководствуясь принципом невмешательства.
II. Граждане и иностранцы должны быть равны перед суверенитетом государства, в котором они находятся. Таким образом, ни один индивид не может претендовать на лучшее положение, чем граждане страны, в которой он собирается обосноваться. Статус иностранца не должен быть привилегированным или находиться под особой протекцией.
III. Законодательства государств должны быть единообразными и схожими, насколько это возможно, без создания разграничений по национальному признаку, кроме случаев, когда речь идет об осуществлении суверенитета.

IV. Дипломатия должна заботиться об основных интересах цивилизации и об установлении всеобщего содружества. Она не должна служить защите частных интересов. Также она не должна служить для осуществления давления на правительства слабых стран с целью внесения изменений в законы, которые не устраивают подданных сильных стран.
Принятие данной доктрины было связано с необходимостью защитить суверенитет Мексики после кровопролитной гражданской войны и сохранить самостоятельность политики на фоне усиления США. Мехико требовалась международная поддержка, чтобы гарантировать целостность государства и занять достойное место в послевоенном миропорядке. Кроме того, доктрина Каррансы выступала как ответ на доктрину Монро и была призвана сдерживать экспансионизм Вашингтона. Постулаты доктрины Каррансы являются важными элементами, определяющими внешнеполитический курс Мексики. В настоящее время мексиканское руководство продолжает использовать их на практике.
Другой концептуальной основой мексиканской внешней политики служит доктрина Эстрады. Впервые эта политическая установка была озвучена 27 сентября 1930 г. на заседании Лиги Наций. Министр иностранных дел Мексики Хенаро Эстрада выступил с докладом, в котором осудил практику дипломатического признания того или иного правительства. Он высказал идею о непрерывности дипломатического представительства, которое бы не зависело от внутренних изменений в государстве. Кроме того, данная доктрина предполагала отказ от вмешательства во внутренние и внешние дела других государств. 
В соответствии с докладом мексиканского министра иностранных дел, доктрина Эстрады состоит из двух частей. Первая из них берет за основу принцип самоопределения народов, понимаемый министром как право нации на «принятие, сохранение или замену своего правительства», которое не зависит от того, признают ли его правительства других стран. Другими словами, «Мексика не поддерживает практику предоставления признаний… которая, кроме ущемления суверенитета страны, ставит её в положение, при котором внутренние дела могут быть по-разному охарактеризованы другими правительствами… при определении законности режима». Вторая часть доктрины вытекает из первой и опирается на принцип невмешательства в дела, составляющие внутреннюю компетенцию государства. Как отметил в своем докладе Х. Эстрада, «правительство Мексики ограничивается сохранением или выводом дипломатических агентов, когда оно сочтет это уместным, и продолжит принимать… аналогичных… агентов, которые аккредитованы в Мексике, не давая оценку… праву иностранных государств на это». 
Иногда вторая часть доктрины неверно интерпретируется. Некоторые дипломаты трактуют её как обязанность мексиканского правительства выносить решение о продолжении или приостановлении дипломатических отношений на основе внутриполитических потрясений в какой-либо стране. Это означало бы признание де-факто или непризнание той или иной власти в государстве. В интервью в июле 1979 г. министр иностранных дел Мексики Хорхе Кастаньеда по этому поводу сказал, что его государство, согласно доктрине Эстрады, «не должно давать оценку внутренним условиям, существующим в другой стране, а должно лишь осуществлять право дипломатических сношений». Позже на эту же тему высказался замминистра иностранных дел Альфонсо де Розенцвайг-Диас: «Эта политика не умаляет права дипломатических сношений, то есть права Мексики как суверенного государства по своему усмотрению отправлять и принимать дипломатических агентов, поддерживать или приостанавливать дипломатические отношения в соответствии с её интересами… Это не обязательно связано с ситуацией, когда происходит смена правительства». 
Декларация Эстрады внесла вклад в развитие системы международного права. В частности положения доктрины нашли отражение в уставе ООН. На сегодняшний день доктрина не является официальной идеологической установкой Мексики. Тем не менее, её принципы получили развитие в других документах государства, посвященных разработке внешнеполитической стратегии.

## История
Традиционно внешняя политика Мексики определялась предрасположенностью к левым, про-революционным и националистическим кругам. Демонстрируя независимость от внешней политики Соединённых Штатов, Мексика поддерживала кубинское правительство в 1960-х годах, Сандинистскую революцию в Никарагуа в конце 1970-х годов и левые революционные группы в Сальвадоре в 1980-х годах.
Мексика играла второстепенную роль в международных делах на протяжении большей части своей истории. С середины XIX века внешняя политика Мексики была сконцентрирована главным образом на отношениях с Соединёнными Штатами Америки, её крупнейшим торговом партнером и одним из самых влиятельных государств в мировых делах. Роль Мексики в международных делах была минимальной до 1970-х годов, главным образом из-за необходимости страны сосредоточиться на решении внутренних вопросов, особенно на достижении стабильности и экономического роста. Однако, открытие огромных запасов нефти в 1970-х годах поставило Мексику в авангард добычи и экспорта нефти. После энергетического кризиса 1973 года Мексика вскоре стала основным поставщиком нефти в Соединенные Штаты. Поступающий приток денежных средств способствовал изменению восприятия Мексикой своей роли в мировых делах, одновременно увеличивая потенциал для становления в качестве важной региональной державы. Мексика проводила независимую нефтяную политику, отказавшись присоединиться к Организации стран — экспортеров нефти (ОПЕК) в 1970-х годах, но участвовала в деятельности Организации латиноамериканских стран-экспортеров нефти (OLAPEC) в 1980-х годах.
Начиная с президентства Луиса Эчеверриа (1970—1976), Мексика начала проводить более независимую и напористую внешнюю политику. Правительство Луиса Эчеверриа старалось проводить независимую от мнения Соединенных Штатов внешнюю политику, пыталось утвердить Мексики как лидера развивающихся государств, участвовало в дискуссиях о создании нового международного экономического порядка в рамках так называемого «диалога Север-Юг». В 1973 году Мексика бойкотировала заседание Генеральной ассамблеи Организации американских государств (ОАГ) в знак протеста против военного переворота в Чили, в результате которого был свергнут Сальвадора Альенде и приостановила дипломатические отношения с Чили, а также с Южной Африкой из-за режима апартеида. Правительство Мексики часто критиковало внешнюю политику Соединенных Штатов за то, что американцы поддерживали военные режимы в странах третьего мира. Мексика стала претендовать на роль лидера среди стран Латинской Америки, стараясь формировать среди них принятию единой позиции по выстраиванию отношений с Соединёнными Штатами.
В конце 1970-х годов Мексика разорвала дипломатические отношения с режимом Луиса Сомосы в Никарагуа в связи с Сандинистской революцией, а в 1980 году поддержала позицию Венесуэлы по обеспечению благоприятных условий поставок нефти в бедные страны Карибского бассейна и Центральной Америки. В 1983 году Мексика сыграла важную роль в создании Контадорского процесса, дипломатических усилий четырех региональных правительств (Колумбии, Мексики, Панамы и Венесуэлы), для разрешения кризиса в странах Центральной Америки. Документ, разработанный в ходе Контадорского процесса, сыграл важную роль в окончании конфликтов в Центральной Америке.
Во время правления Карлоса Салинаса (1988—1994) главной темой внешней политики Мексики стала свободная торговля, особенно в рамках НАФТА. Мексика сосредоточилась на проведении двусторонних диалогов со странами в целях улучшения торгового и инвестиционного климата. К 1994 году Карлос Салинас подписал соглашения о свободной торговле с Венесуэлой и Колумбией (с 1 января 1995 года), а также с Боливией. Карлос Салинас старался проводить политику прогрессивного национализма, стремился к экономическому развитию, одновременно укрепляя международную роль Мексики. Он считает, что для достижения национальной независимости требуется, чтобы Мексика была интегрирована в международный рынок. В середине 1990-х годов президент Эрнесто Седильо (1994-2000) продолжил проводить политику по достижению Мексикой стратегического положения в мире.